# Парец

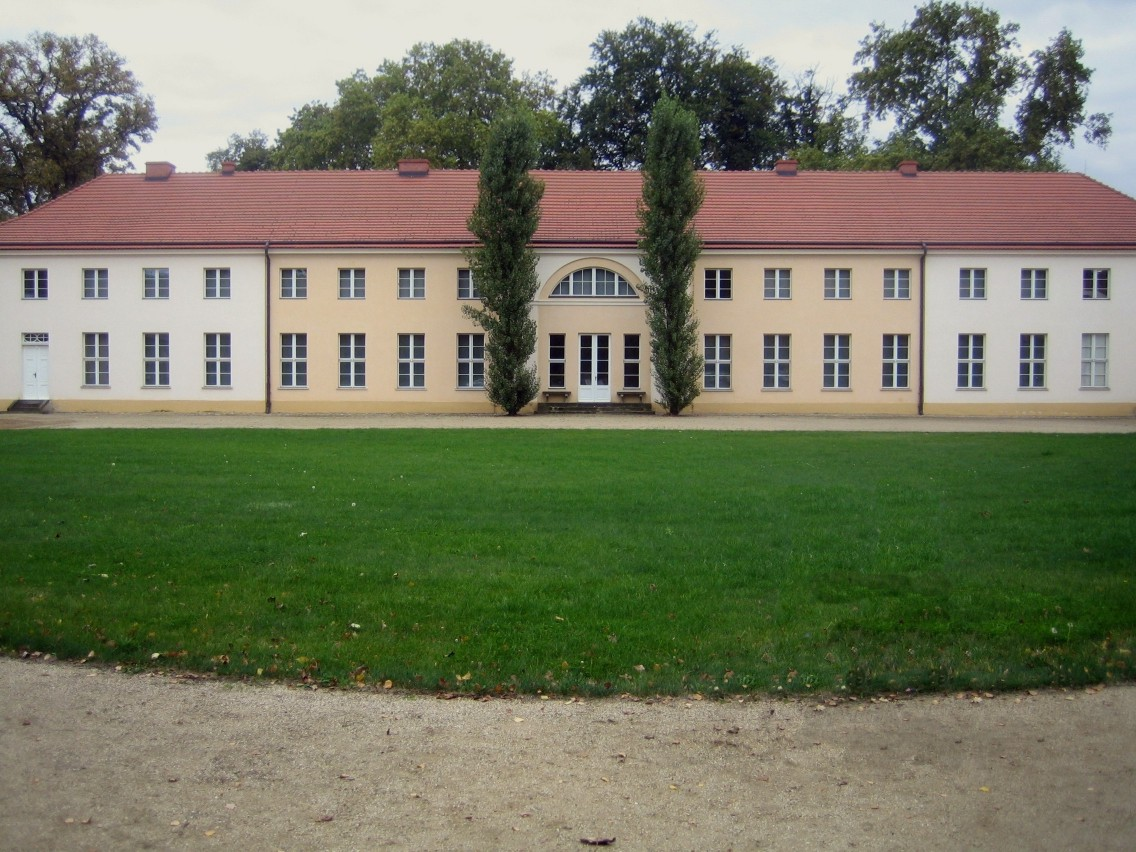
Королевский дворец в Пареце

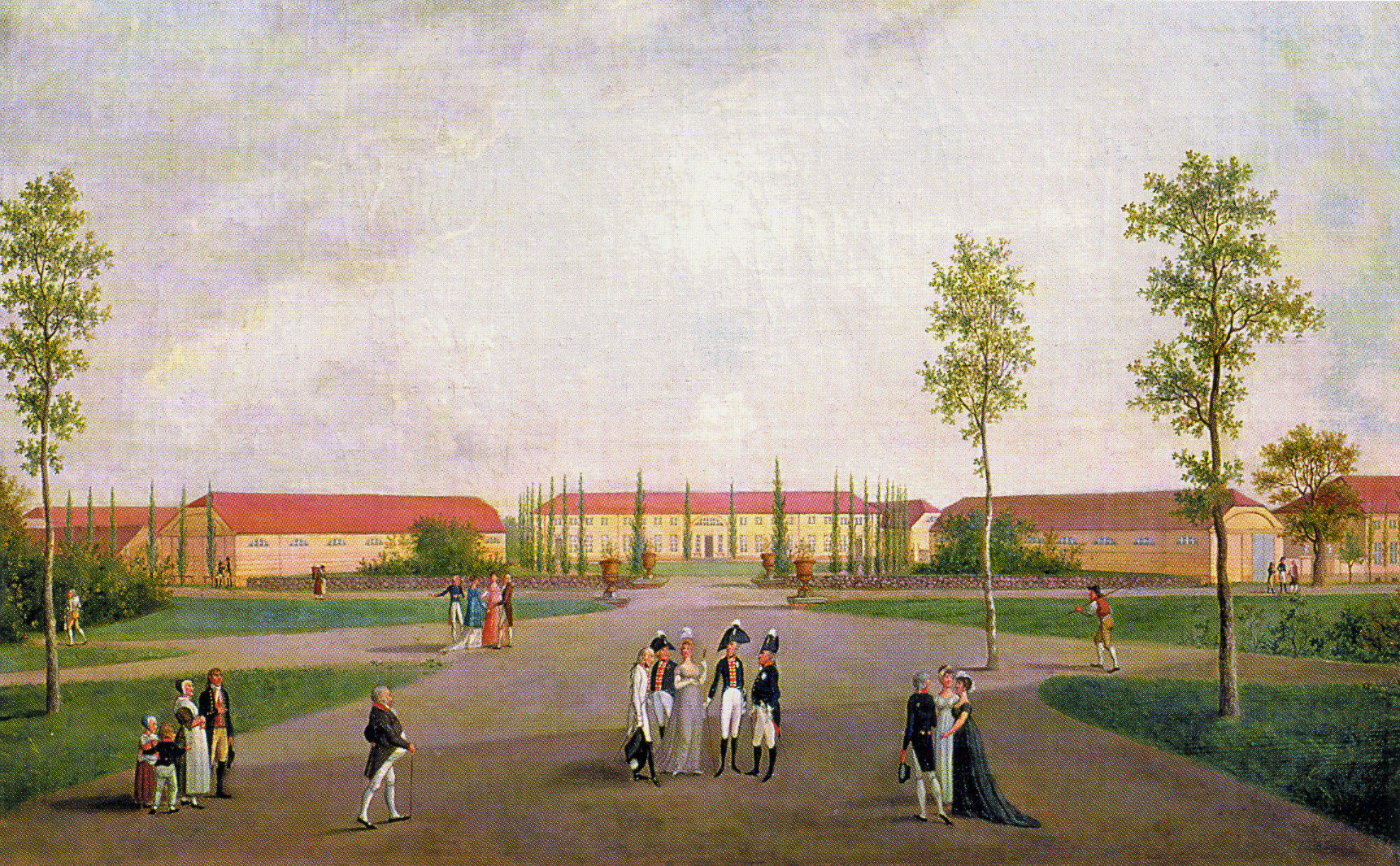
Дворец Парец. 1800

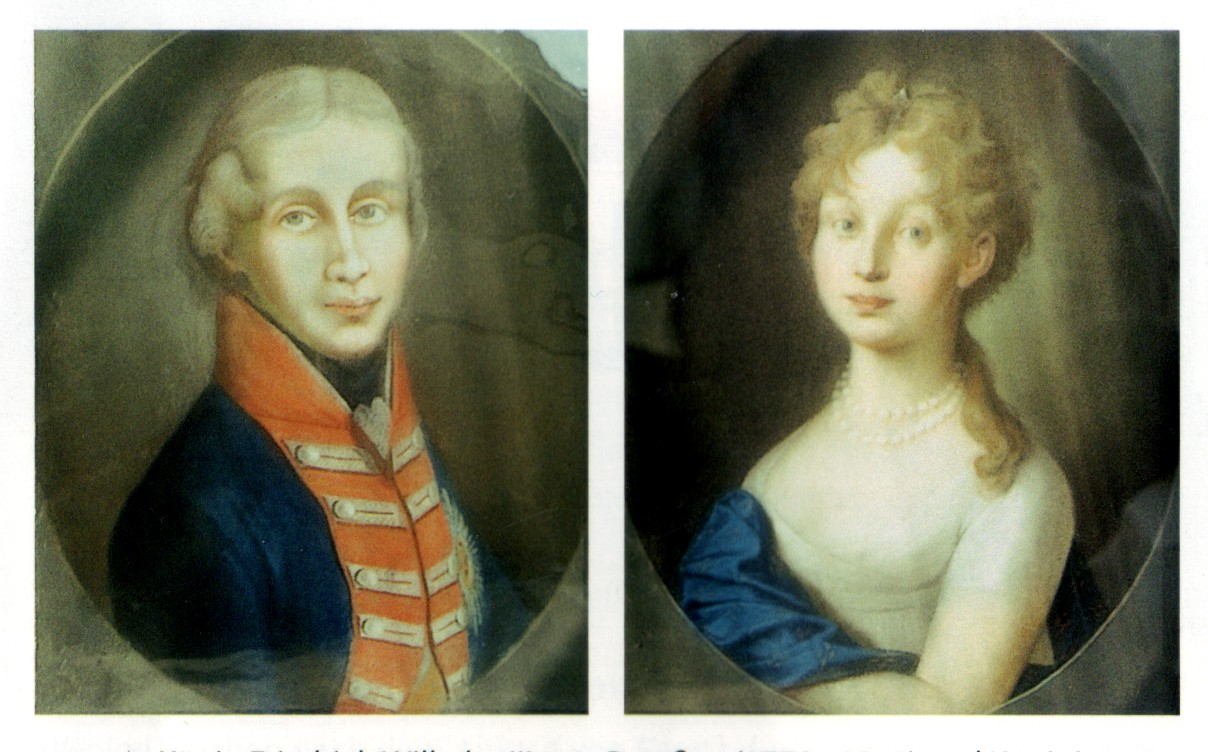
Фридрих Вильгельм III и королева Луиза. 1799

Па́рец (нем. Paretz) — жилой район города Кецина в районе Хафельланд в Бранденбурге приблизительно в 40 километрах к западу от Берлина. Население района составляет около 400 человек. Парец приобрёл известность на рубеже XVIII—XIX веков, когда там была возведена летняя резиденция короля Фридриха Вильгельма III и его супруги Луизы.

## История
Археологическими раскопками установлено, что в этой части низины реки Хафель люди проживали ещё с каменного века. Название деревни происходило от славянского «по-река». Первое упоминание Пареца датируется 28 мая 1197 года. В то время существовали рядом две деревни с одинаковым названием. Сначала в Пареце поселились вендские рыбаки, за ними последовали немецкие селяне. В церковном документе 1297 года упоминается уже одна деревня Парец. Начиная с 1350 года деревня принадлежала поочерёдно дворянским родам Дирикке и Арним, с 1758 года — Блументаль.
В 1797 году за 85 тысяч прусских талеров деревню приобрёл тогда ещё кронпринц Пруссии Фридрих Вильгельм III. Строительство нового загородного дворца в стиле классицизма на месте старой помещичьей усадьбы было поручено берлинскому архитектору Давиду Жилли, надзор осуществлял обер-гофмаршал Валентин фон Массов. Интерьеры дворца были оформлены в 1797—1798 годах. В 1840 году наследники Фридриха Вильгельма III и Луизы в память о родителях наложили запрет на пользование помещениями дворца, и таким образом интерьеры сохранились практически без изменений до 1945 года. В сентябре 1797 года кронпринц с супругой провели в Пареце несколько недель и впоследствии приезжали в Парец ежегодно вплоть до лета 1805 года. Монаршая чета наслаждалась возможностью отдохнуть в тишине и простоте Пареца от чопорного берлинского двора. В Пареце была построена образцовая деревня на десять крестьянских дворов. После Наполеоновских войн и последнего однодневного визита прусской королевы в 1810 году король Фридрих Вильгельм III вернулся в Парец в 1815 году и оставался верным Парецу до 1839 года. После смерти Фридриха Вильгельма III в 1840 году Парец утратил своё значение.
Интерес общественности к Парецу возродился в 1910 году по случаю столетия со дня смерти королевы Луизы. Важную роль в этом сыграл Теодор Фонтане, трижды посетивший Парец и с большой симпатией описавший его именитых летних гостей в своём сочинении «Странствия по марке Бранденбург». В 1920—1930-е годы количество туристов в Пареце значительно возросло.
По окончании Второй мировой войны Парец оказался в Советской зоне оккупации Германии. В 1945—1946 годах здание дворца использовалось советскими войсками, затем в нём размещались беженцы. В 1948—1960 годах в историческом здании размещалась Высшая сельскохозяйственная школа имени Эдвина Хёрнле, затем головной офис объединения народных предприятий ГДР в области животноводства. 1 января 1960 года Парец был включён в состав города Кецина. В течение длительного времени свидетельства истории прусского государства по политическим мотивам были преданы забвению, работа по сохранению исторических памятников началась лишь в 1970-е годы. Часть дворцового парка была восстановлена усилиями волонтёров. Деревенская церковь была реконструирована в 1980-е годы. После объединения Германии в 1990 году в Пареце была модернизирована инфраструктура. Задачи восстановления исторического Пареца взяло на себя общественное объединение Verein Historisches Paretz. После 1989 года во дворце временно размещалась потсдамское профессиональное училище. В 1997 году дворец был приобретён землёй Бранденбург, в 1999—2001 годах была проведена его реконструкция по сохранившимся изначальным планам и тщательно восстановлены интерьеры.